# Lewki (powiat bielski)
Lewki – wieś w Polsce położona w województwie podlaskim, w powiecie bielskim, w gminie Bielsk Podlaski.
W okresie międzywojennym wieś należała do gminy Dubiażyn. Majątek ziemski miał tu Przemysław Dierżel (154 morgi).
W latach 1975–1998 miejscowość należała administracyjnie do województwa białostockiego.
Wierni Kościoła prawosławnego należą do parafii Zmartwychwstania Pańskiego w Bielsku Podlaskim, a wierni Kościoła rzymskokatolickiego do parafii Miłosierdzia Bożego w Bielsku Podlaskim.